# Journal of Wound Care
Das Journal of Wound Care, abgekürzt J. Wound Care, ist eine wissenschaftliche Fachzeitschrift, die vom MA Healthcare-Verlag veröffentlicht wird. Die Zeitschrift erscheint mit zwölf Ausgaben im Jahr. Es werden Arbeiten veröffentlicht, die sich mit der Behandlung und Pflege von Wunden beschäftigen.
Der Impact Factor lag im Jahr 2014 bei 1,069. Nach der Statistik des ISI Web of Knowledge wird das Journal mit diesem Impact Factor in der Kategorie Dermatologie an 46. Stelle von 63 Zeitschriften geführt.